# Kopasz-hegy (Zempléni-hegység)
A Tokaj fölött magasodó Kopasz-hegy (más néven Tokaji-hegy avagy Hajatlan-hegy) az Alföld és a Zempléni-hegység találkozásánál, vulkáni és üledékes kőzetekből álló hegy.

## Általános jellemzők

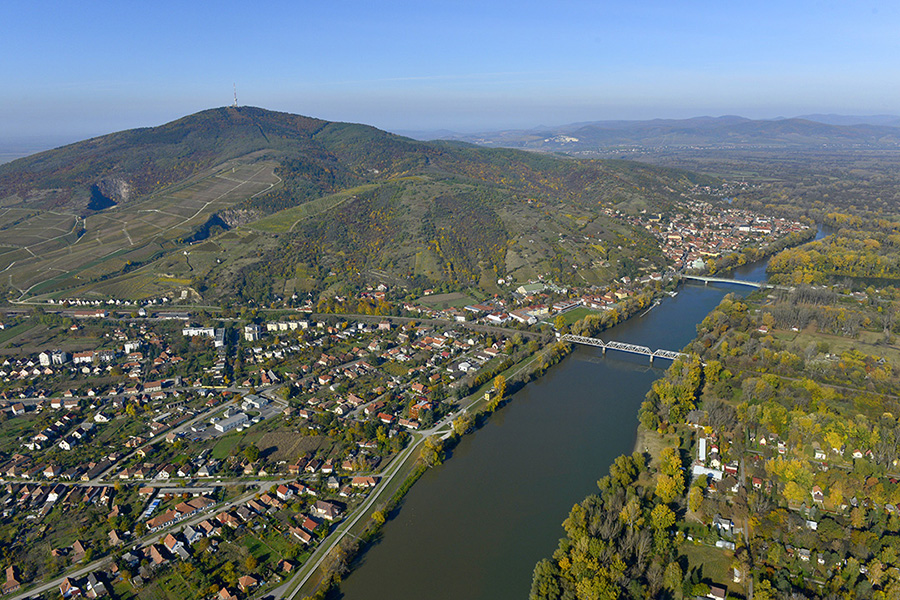
A Kopasz-hegy légi felvételen

A Tokaji hegység az Észak-magyarországi-középhegység utolsó tagja, nagymértékben különbözik a többi vulkáni hegységünktől. A legszembetűnőbb eltérést a hegység É–D-i irányú csapása jelenti. Ma a Hernád-vonal, illetve a Bodrog-vonal szabja meg. A hegység morfológiai képe egyéni vonású azáltal, hogy itt a vulkanizmus fiatalabb. Kezdete a bádeni emeletre esik (15–16 millió év), de a végső kitörések átnyúltak a pliocénba (9–10 millió év). Sehol sincs a vulkáni kőzeteknek ilyen tarkasága, amely a riolitféleségektől az intermedier kőzetsoron át a bazaltig terjed.
A völgyhálózat kialakulásában fontos szerepet kap még az utolsó andezites vulkanizmus. A K-i és a Ny-i irányba történő lefolyás tehát a szerkezet és a vulkanizmus által kialakított domborzat következménye. Tufából felépített részeken hasonló lapos felszínek keletkezhettek, ha a tufa vízbe hullott. A hígan folyó láva szétterült a felszínen és a tönkfelszínhez hasonló forma jött létre, különösen akkor, ha a láva a már lepusztult felszínen merevedett meg és lávatakaró alakjában befedte azt. A lepusztulástermék anyaga minden esetben homok, mogyoró–dió nagyságú riolittufa kavics, de az ököl nagyságot soha nem éri el. Mállott anyag vagy talaj sehol sem került elő.
A Tokaj-hegyaljai borvidék részét képezi. A hegy a nevét honfoglalás idejéből származtatjuk, akikor a hegy még kopasz volt. A hegység legmagasabb pontja a magyar–szlovák államhatáron emelkedő Nagy-Milic (896 m). Innen D felé fokozatosan alacsonyodva a tokaji Nagy-Kopaszban (513 m) végződik. A hegység nyugati peremén húzódik a Pál-hegy, Borsó-hegy, Gergely- hegy és a Magoska. A keleti fele ezzel szemben alacsonyabb magaslatokat mutat. A legjobb minőségű hegyaljai szőlőtáblák mellett a hegy két bányatavat is magában rejt. A nagyobbik tó jól ismert, fürdőzésre és horgászásra használják. A kisebbik tó a Bükki Nemzeti Park fokozottan védett területe, ahova engedély nélkül tilos belépni. Ezt a tavat még a közeli tarcali lakosok körében is kevesen ismerik.
A hegyet három település veszi körbe:
- Bodrogkeresztúr
- Tarcal
- Tokaj

A hegy tetején található a tokaji tv-torony, amely műúton Tarcalról közelíthető meg.
Az 1960-ban épített televíziós adótorony fontos átjátszóhely. Kilátóként ugyan nem működik, de a tövéből is gyönyörű kilátás nyílik szinte az egész Hegyaljára és az Alföldre.
A hegy északi oldalán egy 600 méter hosszú sípálya található, felső kétharmada sima kék, alsó egyharmada meredekebb piros szintű. Hétvégenként egy tárcsás felvonó áll a síelők rendelkezésére.
A hegy eredeti neve Tarcal hegye, első említése Anonymus Gesta Hungarorum című írásában történt.

## A Lebuj-kanyar perlit feltárása
Tokaj-Hegyalja egyik legszebb helyét – ott ahol a Bodrog folyó éles kanyart ír le mielőtt folytatná útját Tokaj felé – a népnyelv Lebuj-kanyarként ismeri. Az elnevezés a régi bodrogkeresztúri vásárok idejéből ered. A legenda úgy tartja, hogy a hazafelé tartó kereskedőket itt támadták meg a rekettyésben el-, illetve lebújó betyárok.
A perlit savanyú, riolitos, vízbe nyomult-folyt láva üvegszerű megdermedésével keletkezik. Jellemzője, hogy 2-6% kötött vizet tartalmaz, emiatt alakul ki az üveges megjelenés. SiO2-tartalma 70-75%. Gyakran apró gömbökben széteső, innen származik a "gyöngykő" elnevezés. A perlit felhasználásának alapja, hogy hevítve a víztartalom gőzzé alakulása miatt megduzzad, felfúvódik, és lyukacsos szerkezetű, könnyű, de mégis nagy szilárdságú anyaggá válik. Duzzasztás előtt a perlitet megőrlik. A perlitet elsősorban az építőiparban használják. Könnyűbeton és vakolat adalékanyagként, hő- és hangszigetelés céljára alkalmazzák. A duzzasztott perlit porozitása miatt vegyi szűrőként is használható. Duzzasztott állapotban kis fajsúlya miatt a vízen úszik, ezért vízfelületek olajszennyezésének összegyűjtésére is felhasználják. A hazai perlit előfordulások a Tokaji-hegység északi részén találhatók. Legjelentősebb a pálházai perlittest, mely európai viszonylatban is számottevő. Bányászata jelenleg is zajlik.

### Felfedezése
A tokaji Nagy-Kopasz lábánál, a Lebuj-kanyar feltárásában előbukkanó kőzetre egy dán geológus, Jens Esmark (1763–1839) alkalmazta Magyarországon először a perlit elnevezést, Perlstein (gyöngykő) formában. A területtel foglalkozott még Johann Ehrenreich von Fichtel, aki utazásai alkalmából ismerte meg a terület felépítését és jellegzetességeit. A második kötetében először a kárpáti vulkánok általános leírását adja, valamint magyarázza fő tézisét, mely szerint a vulkáni kőzetek többsége emelkedés révén került a felszínre. Fontos személyek közé sorolható még Robert Townson, akit Fichtel kutatásai ösztönöztek. Úgy gondolta, hogy a területen kis valószínűséggel fordult elő vulkanizmus. Noha egy kráter létezése egy korábbi vulkán létezését bizonyítja, ezek pusztulnak el legkönnyebben az összes vulkáni maradvány közül. Korábbi leírásaik alapján zeolitos obszidiánként írják le a kőzetet. A Magyar Állami Földtani Intézet 1950-ben indította el a Tokaj-hegységi perlit lelőhelyek felmérését. Liffa A. (1951) részletesen ismertette a Gönc környéki, Telkibánya térségi, valamint a Pálháza Kemencepatak-i lelőhelyeket.

### A Tokaji-hegységi perlitek típusai
A Tokaji-hegységi perliteknél két fő típust különítettek el: zöld perlit, mely nagy illótartalmú üvegből jött létre a vulkáni kitörés kezdeti fázisában a vulkáni tektonikus mélyedés középső részében, illetve a szürke (fekete perlit), mely szegény illó tartalmú üvegből képződött a vulkáni kitörés gyengülő fázisában a depresszió szegélyén. Genetikai típusokat tekintve extruziv testek, melyek kőzettanilag obszidiános, átmeneti, gyöngyköves és horzsaköves típusúak lehetnek. Ilyen testek a Telkibánya-Ósvavölgy-i, Farkasvölgy-i, Cserhegy-i és a Kőgát-i lelőhelyek. Dyke szerű testek, melyek tömör obszidián jellegűek és meredek fluidális sávozottságot mutatnak. Ilyen típusú testek a Nagygereben délnyugati oldalán a Csattantyúhegy gerincén, az Szkála rét tetején, a Komlóska pataknál és a Nagymaklány nyugati oldalán találhatók.

### Karbantartás, védelem
A Tokaji Természetvédelmi Egyesület 2003-ban alakult meg, céljuk a környezeti nevelés és a természetvédelem tudatosítása az iskolások és a kirándulók számára. 2003-ban kialakították az első tanösvényt a Tokaji- hegyen Borostyán tanösvény néven, mely a vidék természeti értékeivel, látnivalóival ismerteti meg az arra járó turista hadakat. 2003-tól kezelik a Tokaji-hegy északi oldalán található egykori gyümölcsösöket. A kaszálások eddigi eredményeképpen olyan védett fajok jelentek meg újra a gyepeken, mint a békakonty (Listera ovata), a vitézkosbor (Orchis militaris), vagy a prémes tárnicska (Gentianopsis ciliata). A Turzó-dűlő páratlan természeti értékei védelme érdekében az egyesület védetté nyilvánítási javaslatot dolgozott ki, mely lépésnek köszönhetően 2009. novemberétől országos védett terület lett e csodálatos lejtősztyepp. A terület főbb értékei: az ország legnagyobb gyapjas őszirózsa (Aster oleifolius) állománya, sok-sok tő gyapjas csüdfű (Astragalus dasyanthus) és a hozzá kötődő zefir boglárka (Plebejus sephirus). Ez az árvalányhajas lejtősztyepprét a többi közeli védett területhez hasonlóan felhagyott szőlők helyén alakult ki, melyeket az 1800-as évek végén pusztító filoxérajárvány után hagytak el a gazdák.

### Internetes források
- http://www.mtafki.hu/konyvtar/kiadv/FE1998/FE19983_379-393.pdf
- http://www.matarka.hu/koz/ISSN_1417-5398/60k_2001/ISSN_1417-5398_60k_2001_055-070.pdf
- https://web.archive.org/web/20150331120130/http://totem.shp.hu/hpc/web.php?a=totem&o=megvalosult_almaink_yFuE
- https://web.archive.org/web/20160527214531/http://fold1.ftt.uni-miskolc.hu/~foldshe/telep05.htm
- http://epa.oszk.hu/01600/01635/00303/pdf/EPA01635_foldtani_kozlony_2003_133_1_125-140.pdf

## Képek

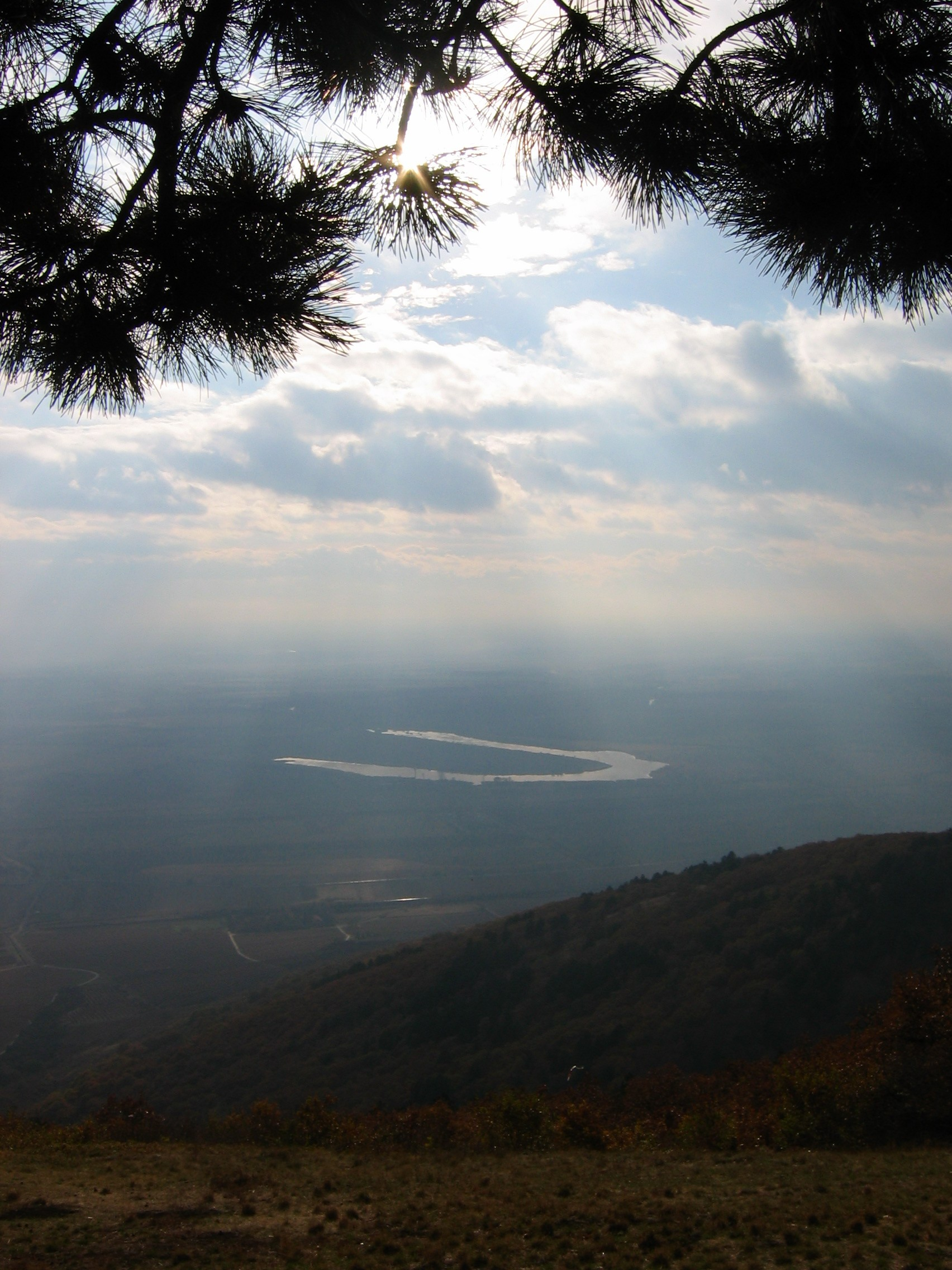
Kilátás a Kopasz-hegyről kelet felé
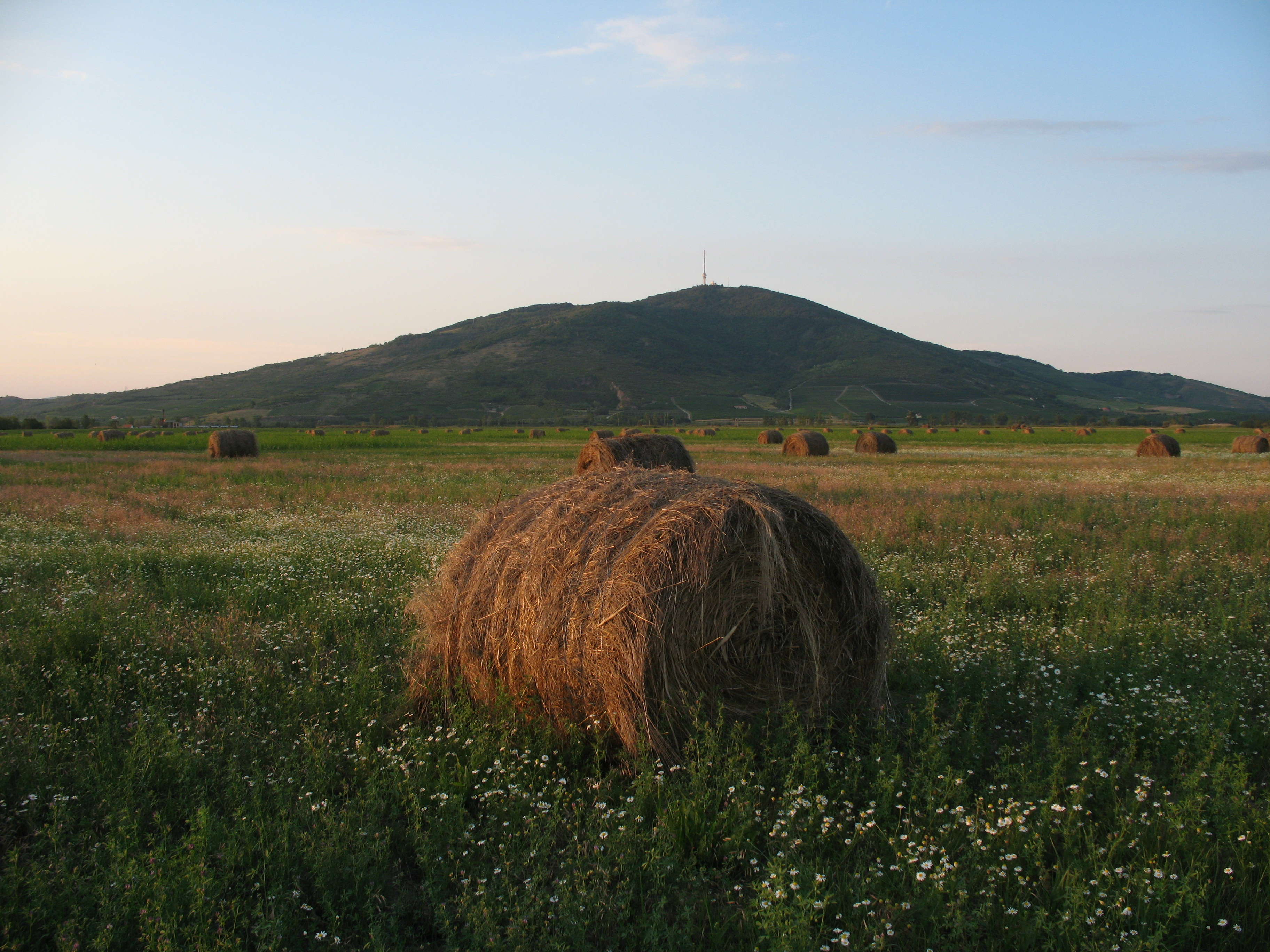
A Kopasz-hegy
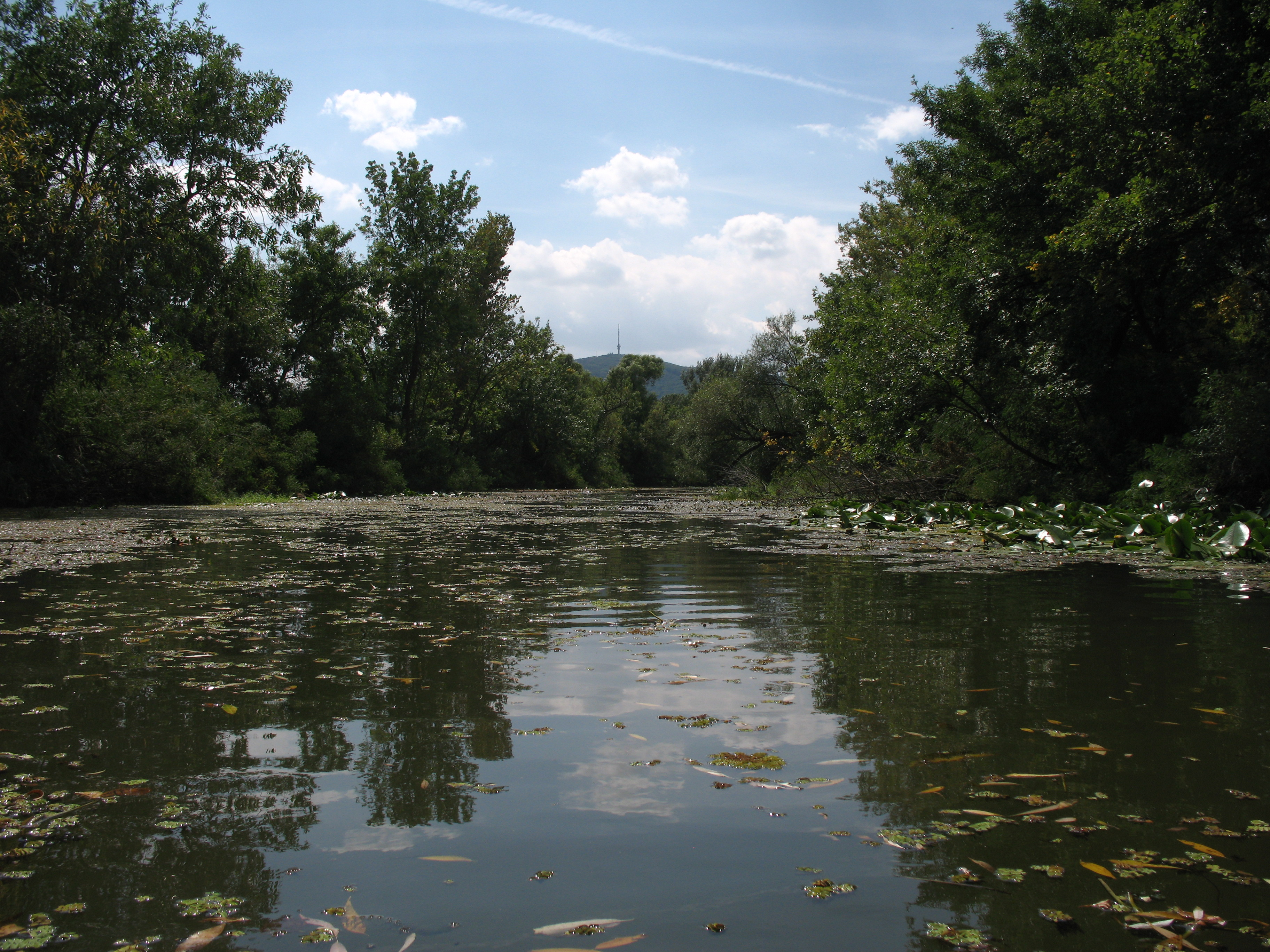
A Kopasz-hegy, nézet a Bodrog ártéri területről
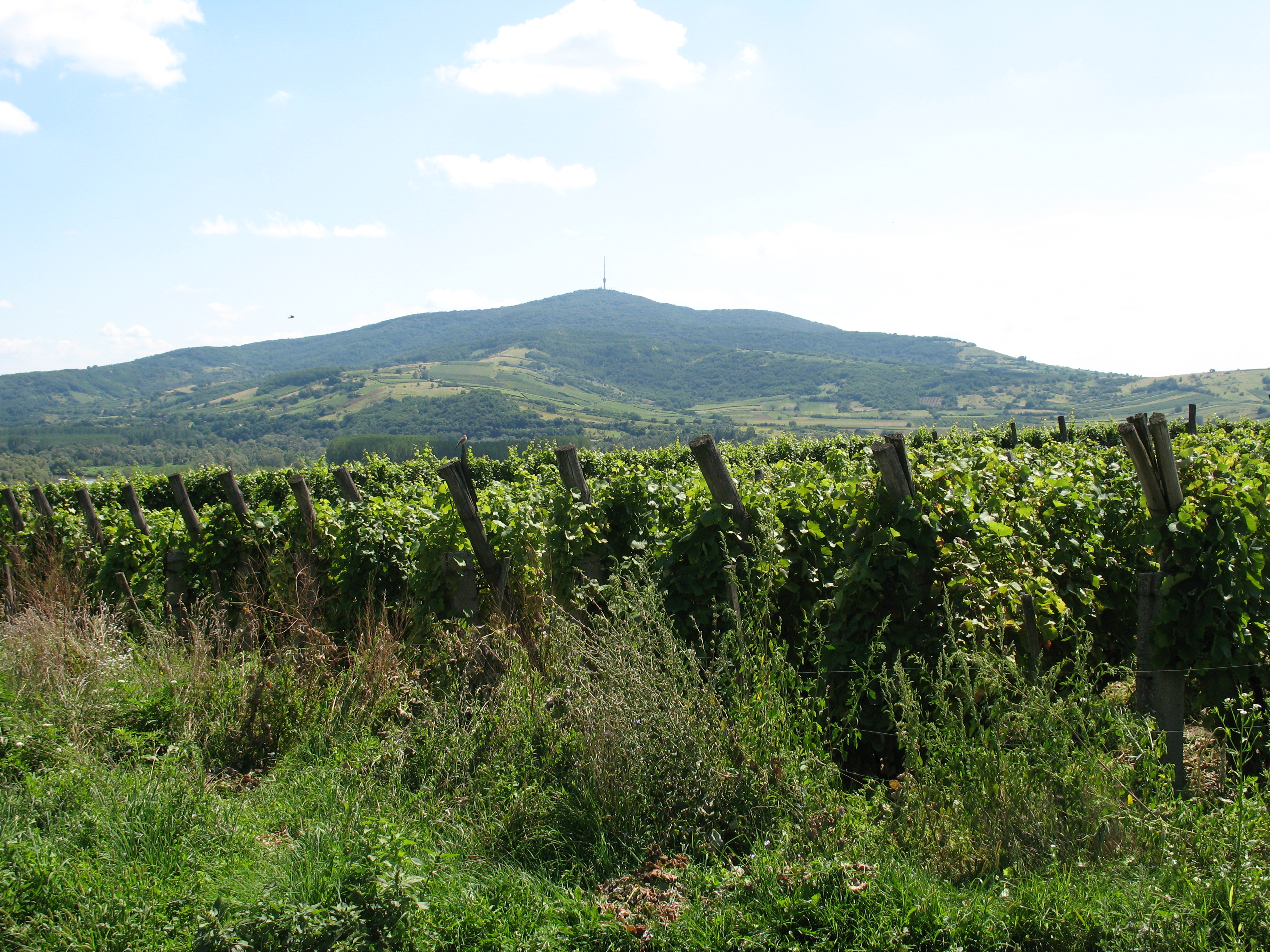
A Kopasz-hegy, nézet a Bodrogkeresztúrról
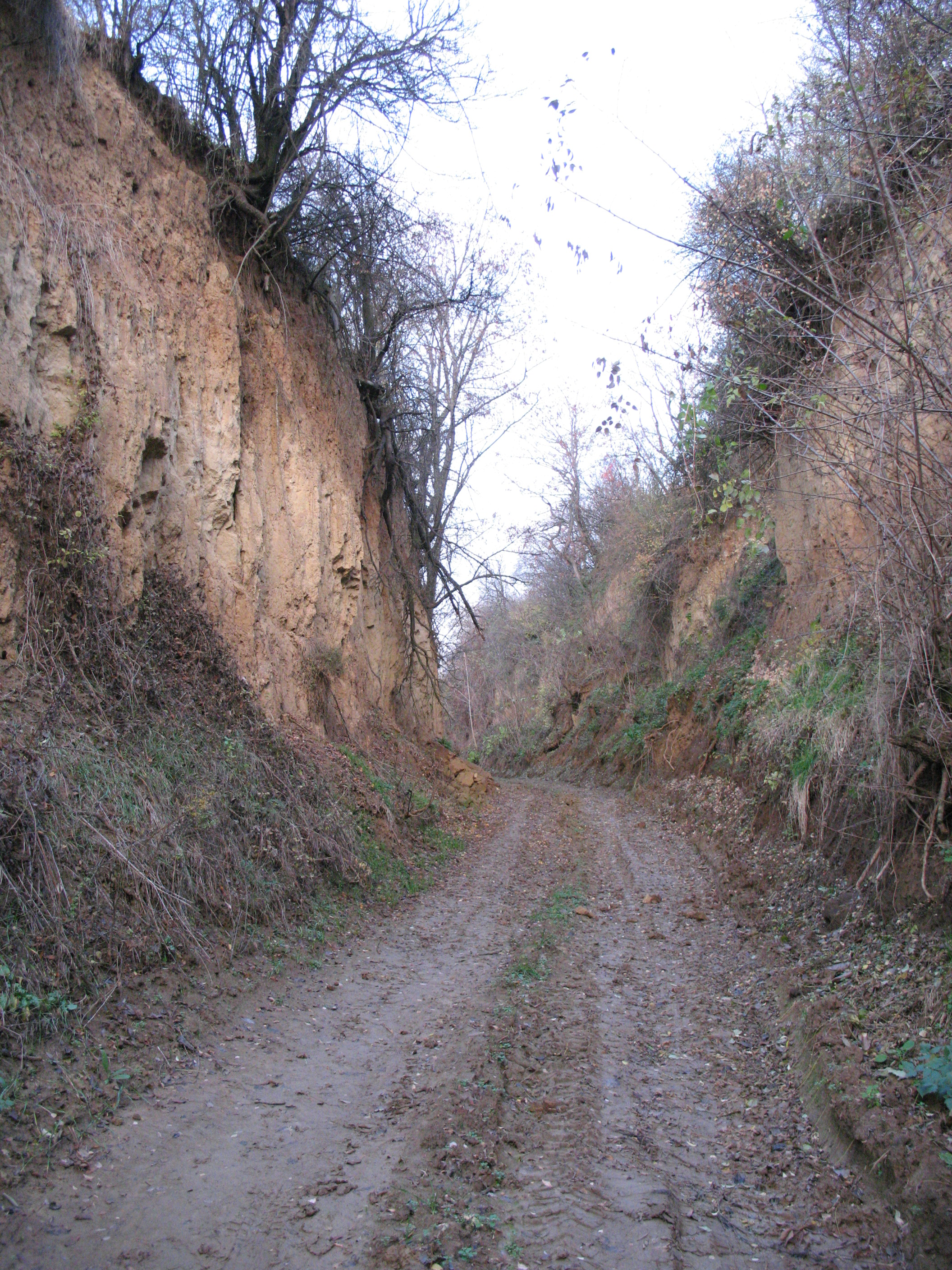
Lösz szurdok a Kopasz-hegyen
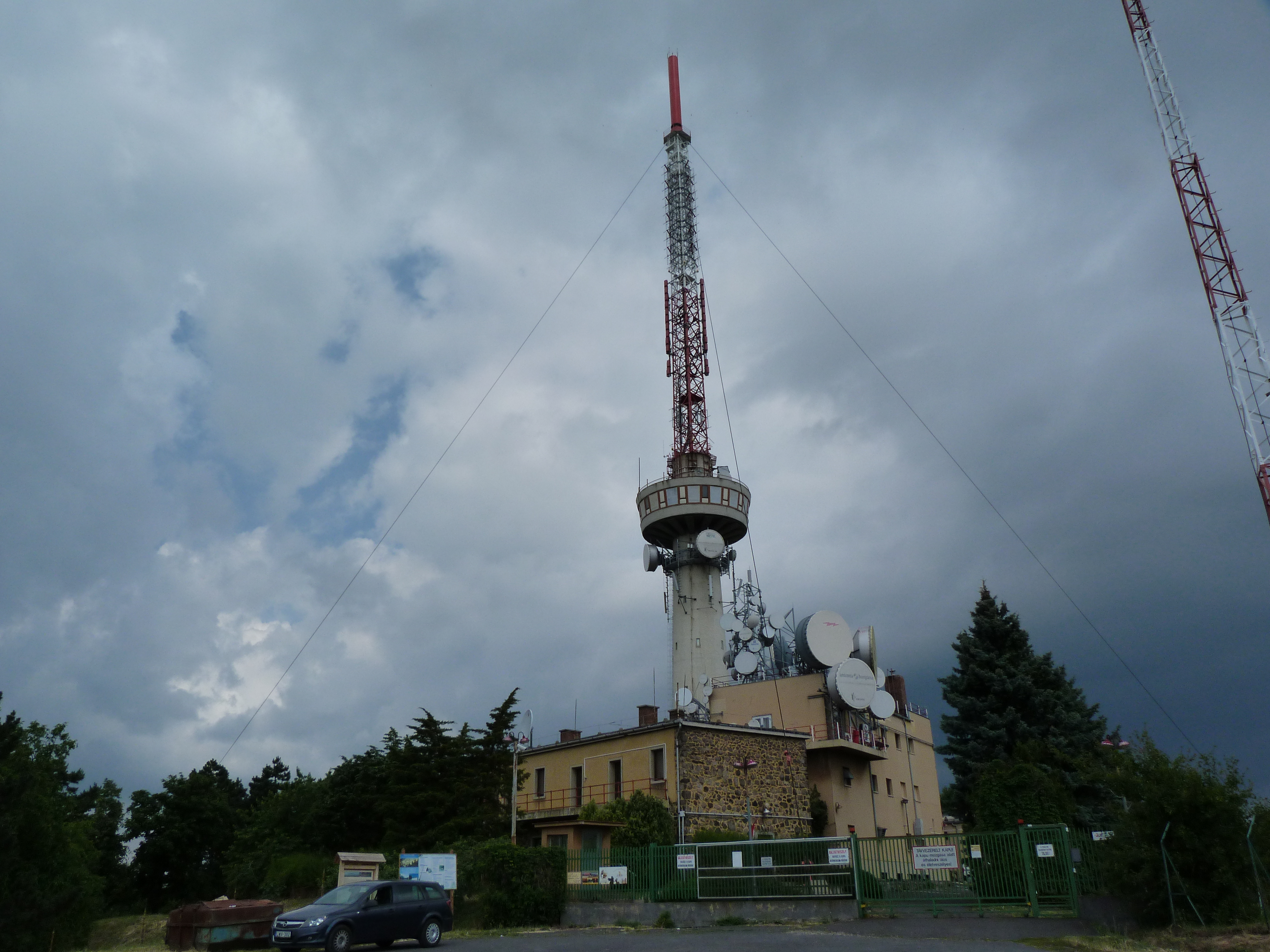
TV torony